# Cubanops granpiedra
Cubanops granpiedra  (лат.) — вид мелких пауков рода Cubanops из семейства Caponiidae. Северная Америка: эндемик Кубы. Длина самцов 2,68 мм, самки крупнее — до 3,16 мм.
Вид Cubanops granpiedra был впервые описан в 2010 году кубинским зоологом Александром Санчес-Руисом (Alexander Sánchez-Ruiz; Centro Oriental de Ecosistemas y Biodiversidad, Museo de Historia Natural «Tomás Romay», Сантьяго-де-Куба, Куба), американским арахнологом Норманом Платником (Norman I. Platnick; р.1951; Американский музей естественной истории, Манхэттен, Нью-Йорк, США) и канадским арахнологом Надин Дюперре (Nadine Dupérré). Cubanops granpiedra включён в состав рода Cubanops Sánchez-Ruiz, Platnick & Dupérré, 2010 вместе с Cubanops juragua, Cubanops terueli, Cubanops darlingtoni, Cubanops tortuguilla, Cubanops vega и другими видами. Вид C. granpiedra назван по имени места обнаружения (La Gran Piedra).